# Хиккеруд, Йоаким
Йоаким Хиккеруд (норв. Joakim Hykkerud; род. 10 февраля 1986, Нутодден) — норвежский гандболист, выступает за ГК Драммен. Йоаким Хиккеруд выступает за сборную Норвегии.

## Карьера

### Клубная
Йоаким Хиккеруд начинал профессиональную карьеру в норвежских клубах Нутодден и ГК Драммен. В январе 2011 году Хиккеруд переходит в Бьеррингбро-Силькеборг. В сезоне 2011/12 Хиккеруд выступал за ГК Кристианстад. В 2012 году Йоаким Хиккеруд переходит в Ганновек-Бургдорф.

### В сборной
Йоаким Хиккеруд выступает за сборную Норвегии. Хиккеруд дебютировал в сборной Норвегии 19 сентября 2007 года. Йоаким Хиккеруд провёл 72 матчей и забросил 69 мячей. Серебряный призёр чемпионата Мира 2017.

## Титулы
- Серебряный призёр чемпионата Мира: 2017

## Статистика
Статистика Йоакима Хиккеруда в сезоне 2018/19 указана на 30.01.2019
| Сезон   | Клуб              | Лига               | Матчи | Голы   | Голы   | Голы  |
| Сезон   | Клуб              | Лига               | Матчи | С игры | 7-метр | Всего |
| ------- | ----------------- | ------------------ | ----- | ------ | ------ | ----- |
| 2012/13 | Ганновер-Бургдорф | Бундеслига         | 24    | 44     | 0      | 44    |
| 2013/14 | Ганновер-Бургдорф | Бундеслига         | 34    | 82     | 0      | 82    |
| 2014/15 | Ганновер-Бургдорф | Бундеслига         | 36    | 74     | 0      | 74    |
| 2015/16 | Ганновер-Бургдорф | Бундеслига         | 32    | 90     | 0      | 90    |
| 2016/17 | Ганновер-Бургдорф | Бундеслига         | 33    | 34     | 0      | 34    |
| 2017/18 | ГК Драммен        | GRUNDIGligaen menn | 22    | 90     | 0      | 90    |
| 2018/19 | ГК Драммен        | GRUNDIGligaen menn | 13    | 36     | 0      | 36    |